# Palpomyia maculicrus
Palpomyia maculicrus är en tvåvingeart som beskrevs av Ingram och John William Scott Macfie 1931. Palpomyia maculicrus ingår i släktet Palpomyia och familjen svidknott. Inga underarter finns listade i Catalogue of Life.